# Dato Juyadze
David "Dato" Khujadze, (En georgiano, დათო ხუჯაძე; en ruso, Дато Худжадзе) nacido en 1975 en Tiflis, es un popular cantante georgiano conocido además en Rusia e Israel.

## Carrera musical
Al principio de la década de los 90 participó en los grupos georgianos Flash y Sahe. Su carrera en solitario la comenzó en el año 2000. En 2002 sacó a la venta su primer álbum, I want you to want this y en 2003 publicó I don't want to hurt you. En 2005 fue lanzado Sand Dream. Este álbum incluye 16 canciones y 2 videoclips – Forgive me y Sand Dream. 

## Política
Dato tuvo una corta carrera como político, en el gobierno georgiano del presidente Eduard Shevardnadze. Su breve paso por el Parlamento de Georgia finalizó con la Revolución de las Rosas, que derrocó a Eduard Shevardnadze y colocó a Mikheil Saakashvili al poder.

## Premios y reconocimientos
- Gran premio Slaviansky Bazar en festival musical, año 2000.
- Gran premio en Black Music Festival, en Moscú.
- Premio especial a La Voz de Asia en festival de Kazajistán.
- Dueto con el rapero americano Coolio en su concierto en Tiflis.
- Frecuentemente el premio cantante del año en Georgia.
- Su videoclip Mahindji Var, producido por la compañía ParanoiaFilm, se convirtió en el premio de Moscú, del 15º Festival Internacional de Publicidad, y participó en Cannes Lions y en el Festival de Cine de Nueva York, además de presentarse en el Festival de Cortometrajes de Clermont-Ferraud.